# قصر لكراير (لكراير)
قصر لكراير هو دُوَّار يقع بجماعة عرب صباح اغريس، إقليم الرشيدية، جهة درعة تافيلالت في المملكة المغربية. ينتمي الدوّار لمشيخة لكراير التي تضم 3 دواوير. يقدر عدد سكانه بـ 1127 نسمة حسب الإحصاء الرسمي للسكان والسكنى لسنة 2004.

## روابط خارجية
- البوابة الوطنية للجماعات الترابية نسخة محفوظة 12 مارس 2018 على موقع واي باك مشين.
- المندوبية السامية للتخطيط